# Flämische Spiele

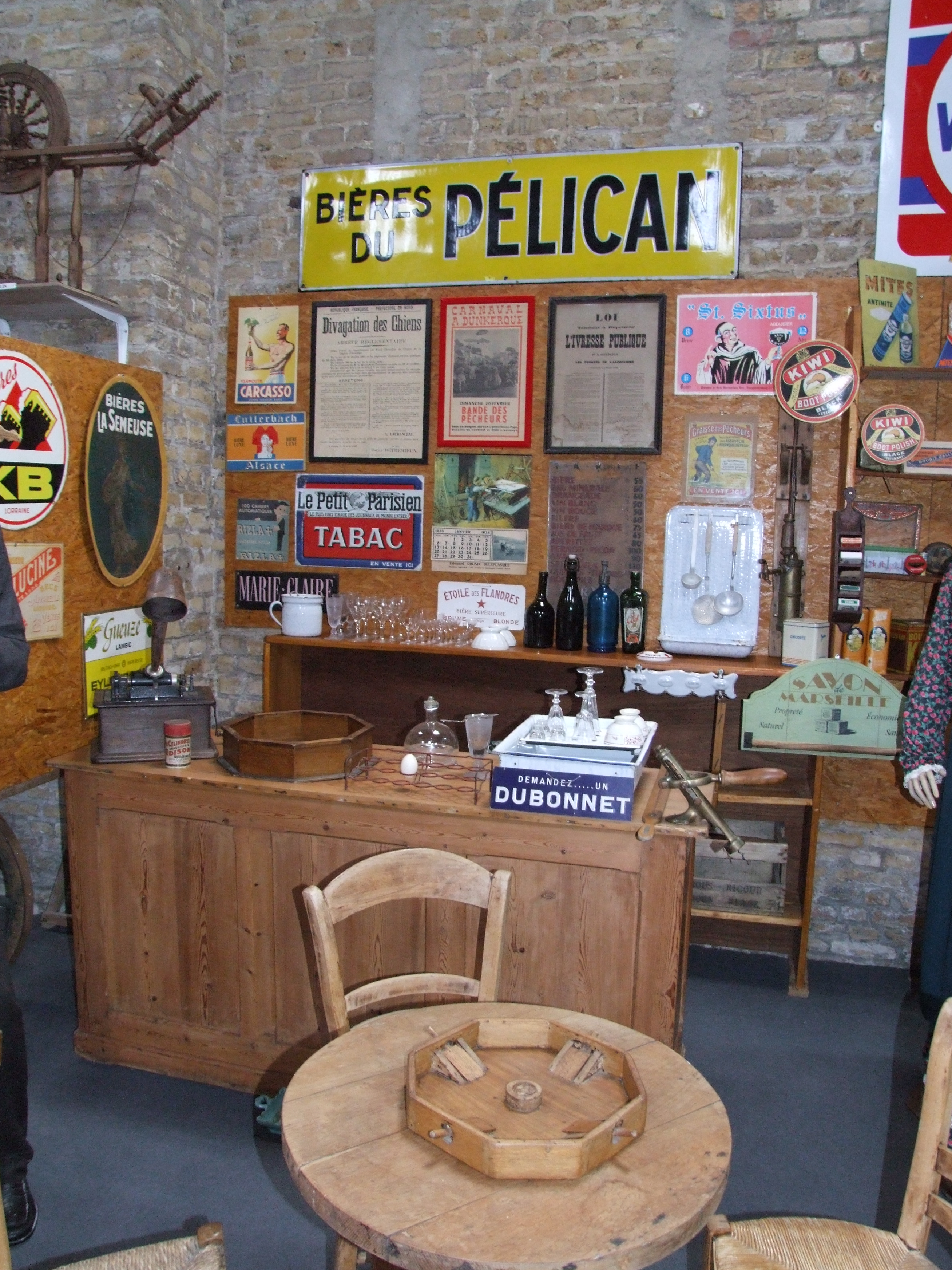
Nachbildung eines kleinen flämischen Lokals mit dem Tischspiel Jeu de puces

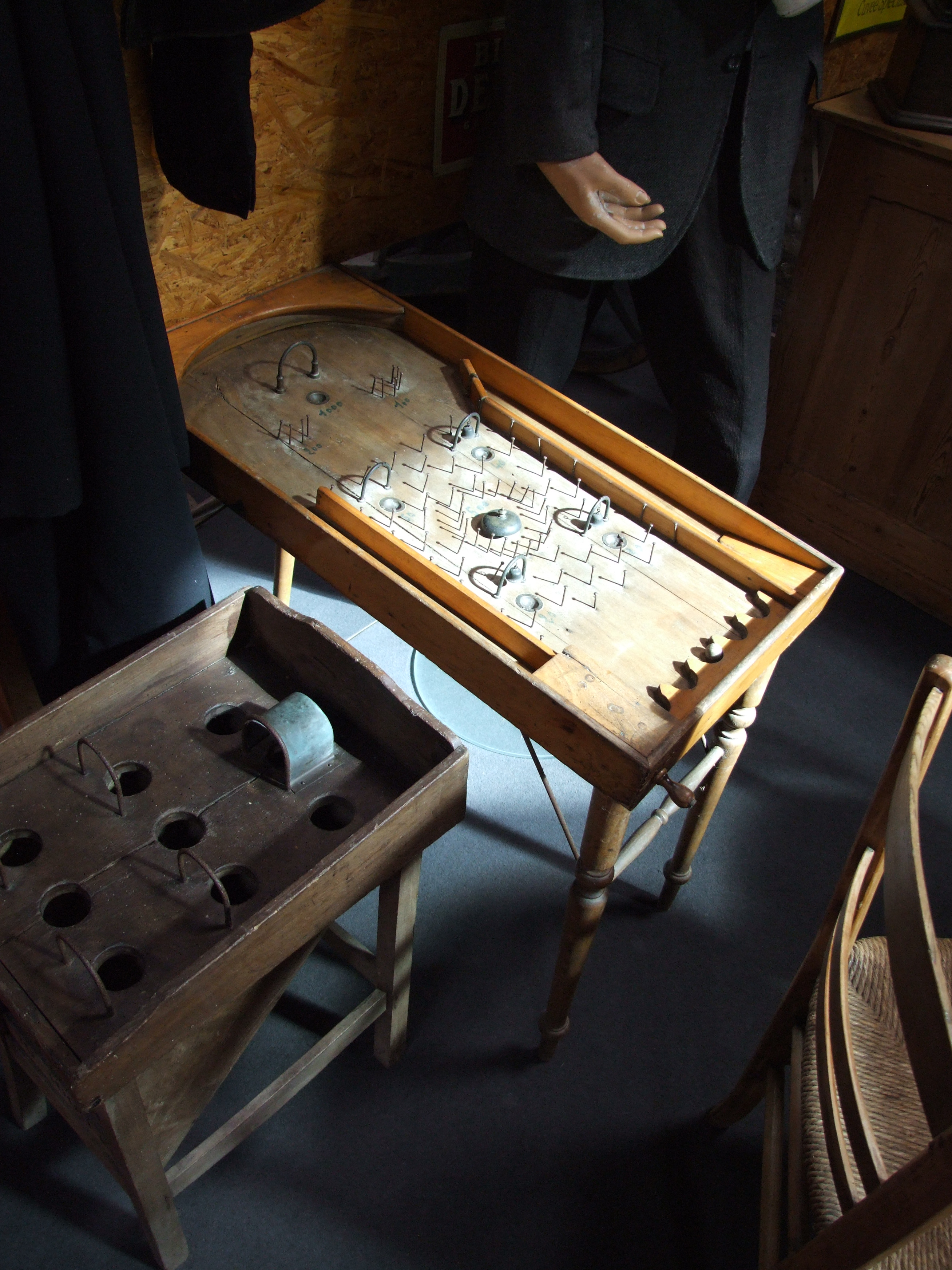
Zwei Originale: links im Schatten ein einfaches Jeu de la Grenouille, im Licht ein Vorläufer des Flipperautomaten, noch als reines Glücksspiel.

Lange Zeiten boten die Lokale in Flandern, die dortigen estaminets, nicht nur Getränke und Speisen, sondern auch für ihre Besucher kostenlose Spielmöglichkeiten zum gemeinsamen Zeitvertreib an, die Flämischen Spiele, französisch jeux flamands oder jeux d'estaminets. Diese aus Holz gefertigten Spiele waren teils Geschicklichkeitsspiele, teils Glücksspiele, teils eine Mischung beider Spielformen.
Ende des 19. Jahrhunderts ging diese Tradition mehr und mehr zurück. Heute werden diese Spiele nach alten Vorbildern zunehmend wieder gefertigt und gespielt.
Über eine Sammlung von Originalen verfügt z. B. das Musée de la Poupée et du Jouet Ancien de Wambrechies im nordfranzösischen Wambrechies. Bespielbare Nachbauten, neben wenigen Originalen, bietet das Écomusée du Bommelaers-Wall in Ghyvelde.
Heute entsprechen Billard, Darts, Tischfußball, Flipperautomaten und Bowling am ehesten der damaligen Spielkultur in Gaststätten.

## Traditionelle Flämische Spiele im Écomusée du Bommelaers-Wall

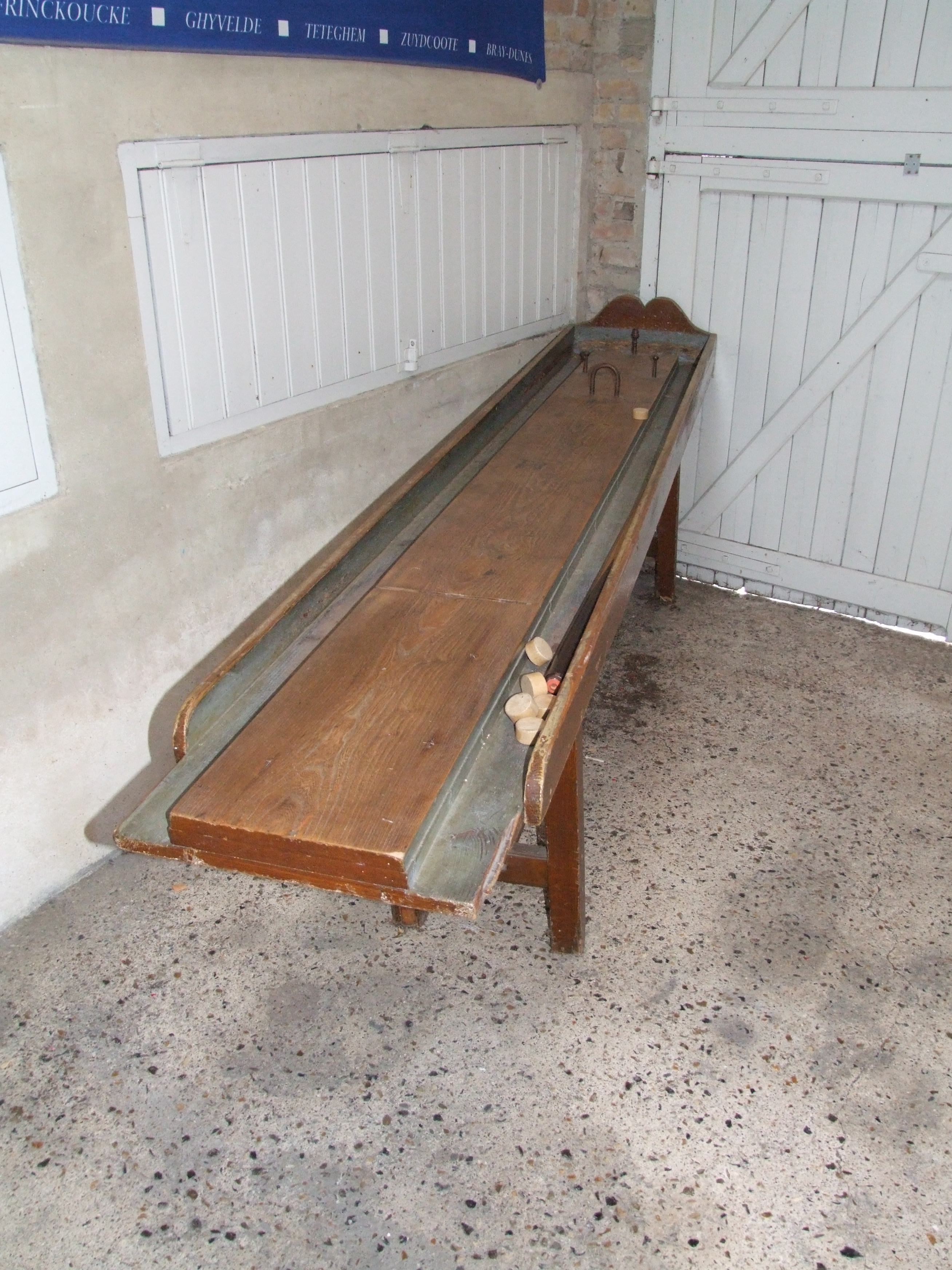
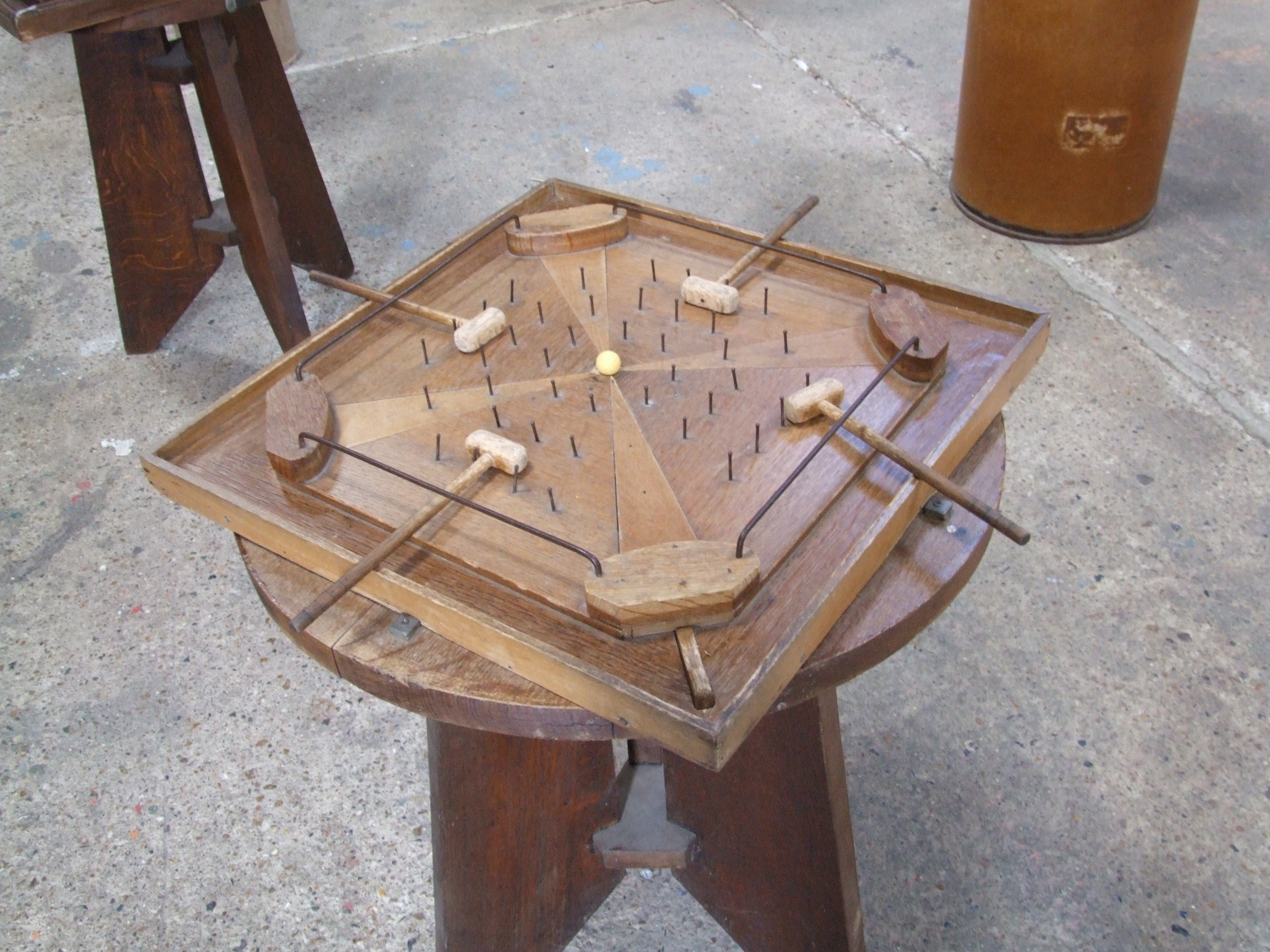
Traditionelles flämisches Holzspiel: jeux de marteaux
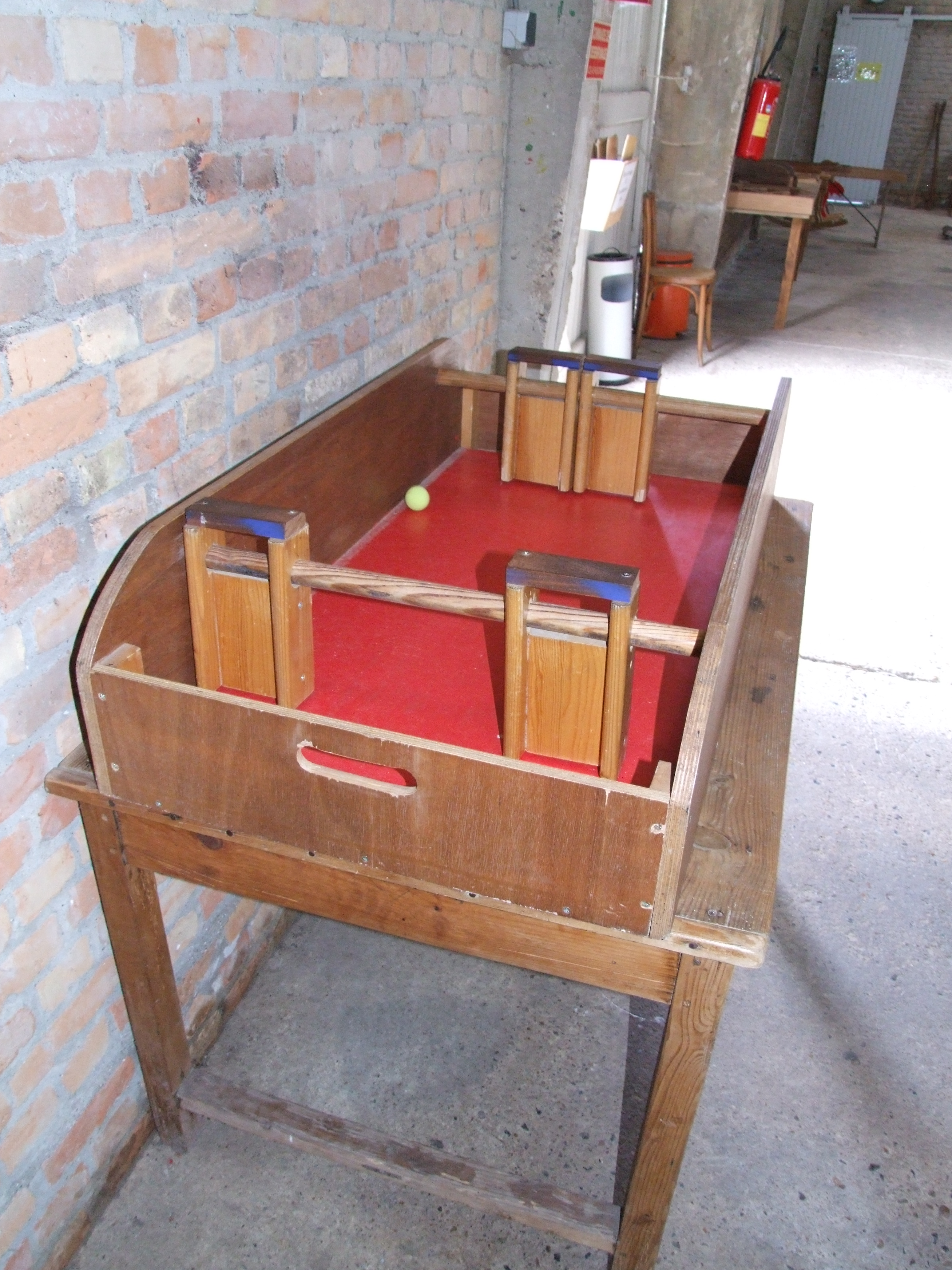
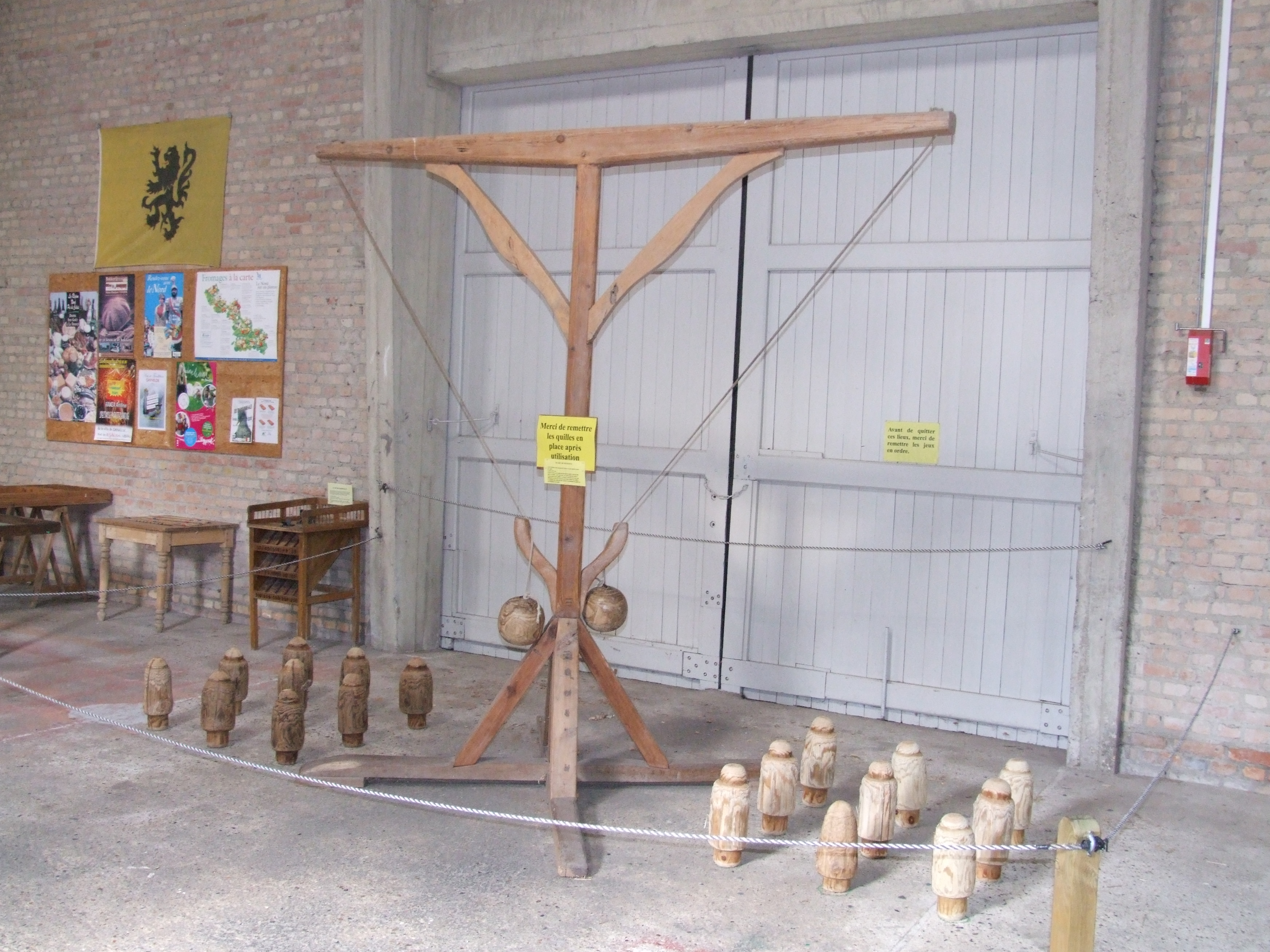
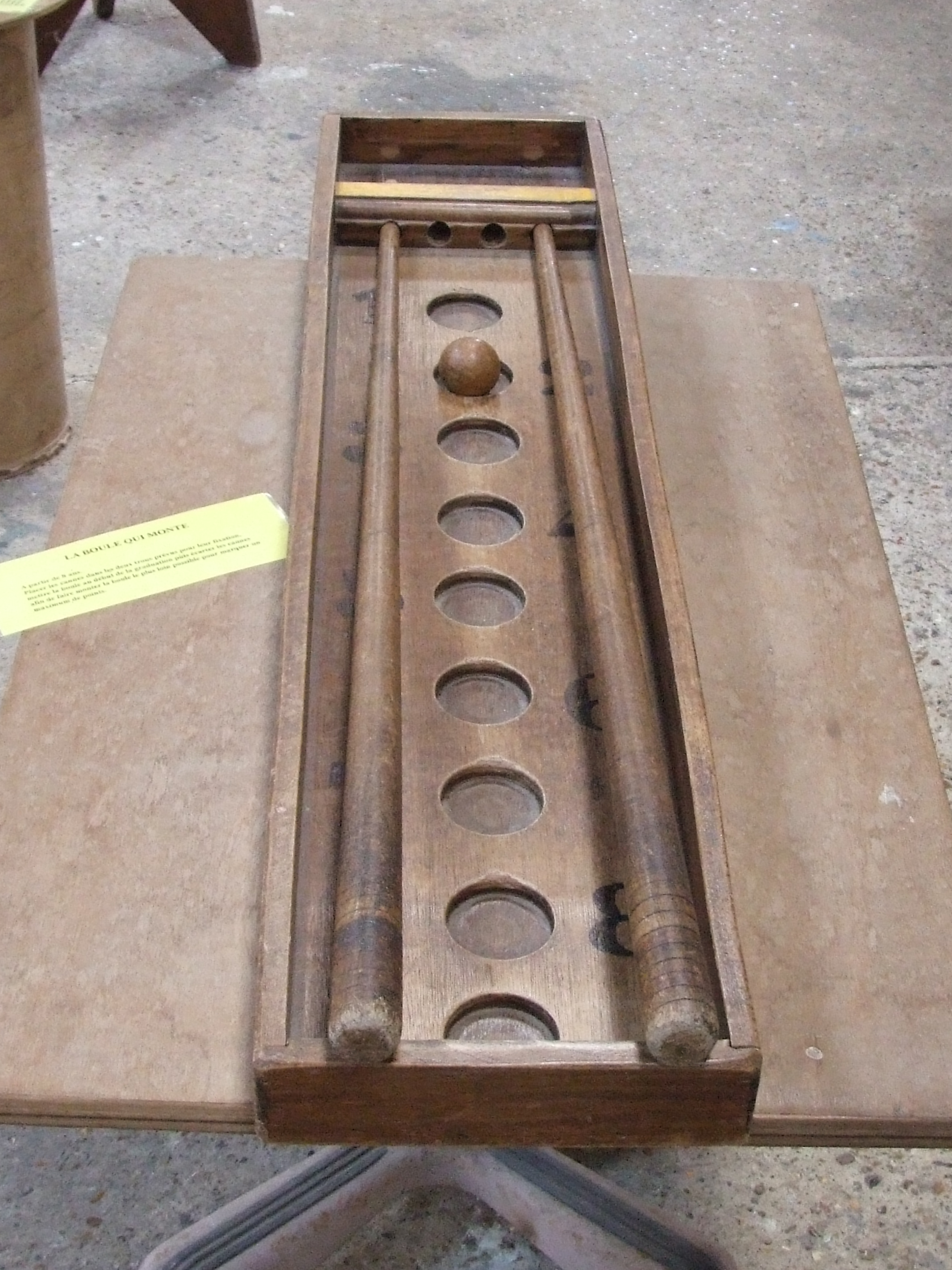
Billard à balles